# Solar Impulse
Solar Impulse er et schweizisk eksperimentalfly lanceret af Bertrand Piccard og André Borschberg. Formålet med projektet er at etablere en kommunikationsplatform for nye tekniske, økologiske og økonomiske videnskaber. Det er derimod ikke noget mål at sætte en ny verdensrekord, men i stedet at konstruere et miljøvenligt motorfly drevet alene ved hjælp af solenergi.
Psykiateren Bertrand Piccard foretog i 1999 sammen med Brian Jones, som de første, en fuld jordomrejse i en varmluftsballon. Nu vil Piccard så foretage en fuld jordomrejse i det soldrevede fly Solar Impulse. Den 28. november 2003 indgik de en formel aftale efter at have analyseret mulighederne med École polytechnique fédérale de Lausanne.
 Året efter stiftede de selskabet Solar Impulse SA i et partnerskab med det europæiske rumfartsagentur ESA og det franske Dassault Aviation.
Den 3. december 2009 fløj den første prototype af Solar Impulse, med registringsnummer HB-SIA, sin jomfrurejse. I 2011 påbegyndte man bygningen af prototype nr. 2: HB-SIB, der har et vingespan lidt større end verdens største passagerfly A380. Den oprindelige plan var at foretage en jordomrejse i fem etaper i 2014, men det er blevet udskudt til 2015, på grund af en revne i den ene vinge. På lidt længere sigt er det meningen at den næste prototype skal have plads til to piloter, så det bliver muligt at flyve Jorden rundt i ét stræk.